# Italo Zanzi
Italo Zanzi (New York, 18 maggio 1974) è un dirigente sportivo e avvocato statunitense, presidente del Verona.

## Biografia
Ha maturato esperienza nel mondo del calcio ad alti livelli lavorando fino ad ottobre 2011 come segretario generale della CONCACAF, la confederazione calcistica del Nord e Centramerica e contribuendo a fondare la CONCACAF Champions League. Si è inoltre occupato anche di marketing e vendita di diritti radio-tv per la Major League Baseball ed è stato candidato per i repubblicani alle elezioni del 2006. 
Ha un passato da giocatore di pallamano nel ruolo di portiere, nelle cui vesti ha giocato anche 75 incontri internazionali con la nazionale statunitense, con la quale ha vinto una medaglia di bronzo ai Giochi Panamericani del 2003.
È stato inserito nel Team Olimpico dell’anno di Handball nel 2000, 2002 e 2004.
Dalla fine del 2012 al 1º giugno 2016 è stato amministratore delegato della Roma. 
Dal 15 gennaio 2025 è presidente esecutivo del Verona a seguito dell'acquisizione del club da parte del fondo di private equity Presidio Investors.